# 고속 촬영

1878년 처음 출판된 말이 달리는 에드워드 마이브리지의 사진 시퀀스

고속 촬영(영어: High-speed photography)은 매우 빠른 현상을 사진으로 찍는 과학이다. 1948년 SMPTE(Society of Motion Picture and Television Engineers)는 고속 사진을 초당 69프레임 이상, 최소 3개 이상의 연속 프레임이 가능한 카메라로 캡처한 사진 세트로 정의했다. 고속 촬영은 저속 촬영(타임랩스 촬영)의 반대라고 볼 수 있다.
일반적인 사용법에서 고속 사촬영은 다음 의미 중 하나 또는 둘 다를 나타낼 수 있다. 첫 번째는 특히 모션 블러를 줄이기 위해 모션을 정지시키는 것처럼 보이는 방식으로 사진 자체를 촬영할 수 있다는 것이다. 두 번째는 높은 샘플링 주파수 또는 프레임 속도로 일련의 사진을 촬영할 수 있다는 것이다. 첫 번째는 감도가 좋은 센서와 매우 우수한 셔터 시스템 또는 매우 빠른 스트로브 조명이 필요하다. 두 번째 방법은 기계 장치를 사용하거나 전자 센서에서 데이터를 매우 빠르게 이동하여 연속 프레임을 캡처하는 수단이 필요하다.
고속 촬영가가 고려해야 할 다른 사항으로는 레코드 길이, 상호성 분석 및 공간 해상도가 있다.

## 같이 보기
- 16mm 필름
- 135 필름
- 70mm 필름
- 고속 카메라
- 자연사진
- 슬로 모션
- 야생사진